# Lia Rotbaum

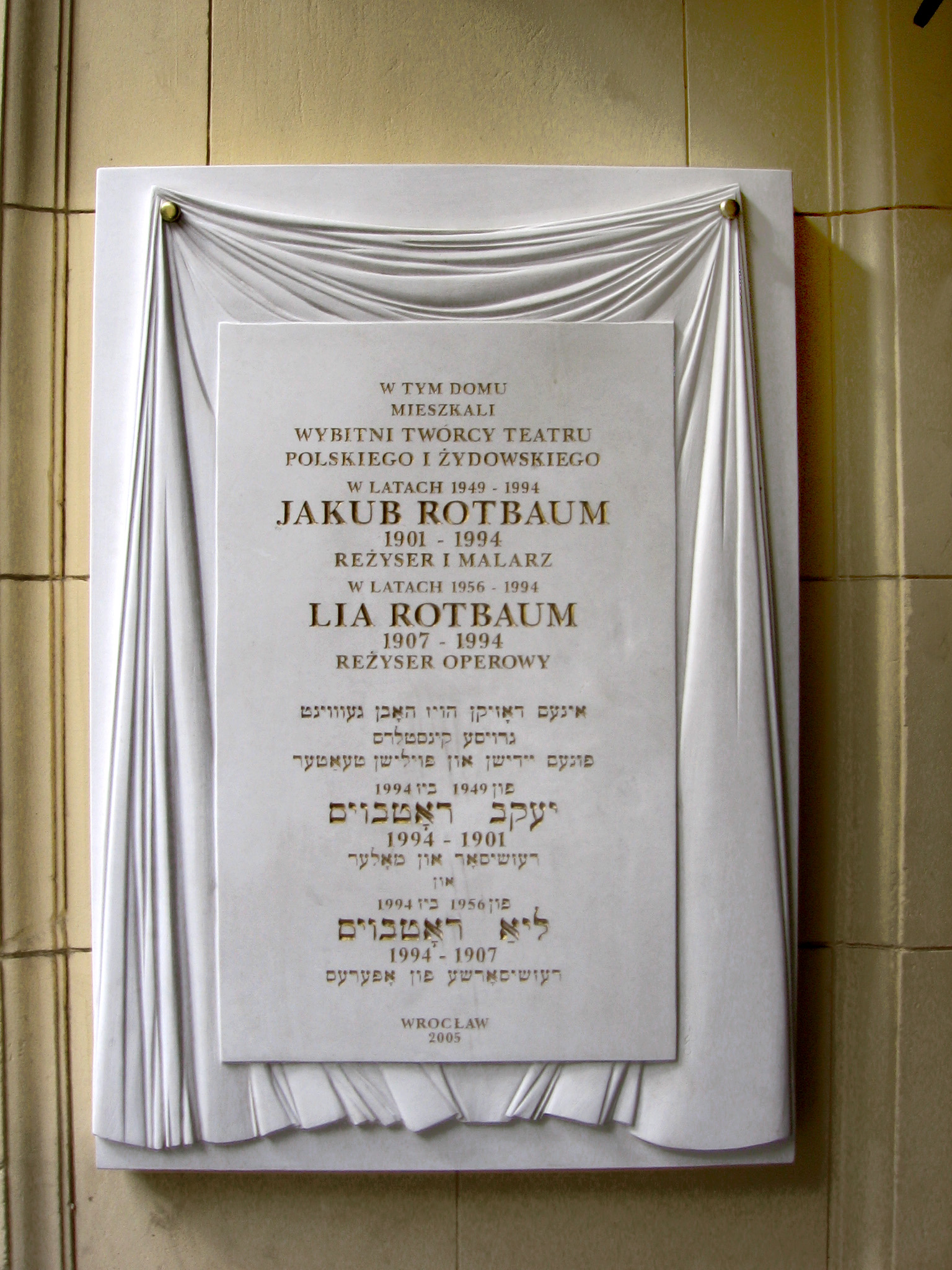
pamiątkowa tablica przy wejściu do kamienicy przy Włodkowica nr 5 we Wrocławiu

Lia Rotbaum (ur. 10 grudnia 1907 w Warszawie, zm. 31 maja 1994 we Wrocławiu) – polska choreograf i reżyser operowa żydowskiego pochodzenia.
Pochodziła ze znanej rodziny artystycznej. Brat Jakub Rotbaum był twórcą teatru żydowskiego, innowatorem teatru, współpracował m.in. z Trupą Wileńską. Siostra Sara Rotbaum była znaną aktorką teatru żydowskiego. Przed II wojną światową studiowała i tańczyła pod kierunkiem Tacjanny Wysockiej. Uczyła w studio aktorskim Weicherta, wychowała wielu aktorów teatru żydowskiego. Po wojnie wyspecjalizowała się w reżyserii oper mozartowskich.
Od 1956 mieszkała we Wrocławiu, gdzie wykładała w Wyższej Szkole Muzycznej i reżyserowała przedstawienia w Operze Wrocławskiej.
Pochowana jest na nowym cmentarzu żydowskim przy ulicy Lotniczej we Wrocławiu.